# Frieden zu Wittstock
Der Frieden zu Wittstock, geschlossen am Donnerstag nach Quasimodogeniti (12. April) 1442 in Wittstock, beendete einen Streit zwischen der Mark Brandenburg und Mecklenburg um Sukzessions- und Lehnsrechte nach dem Aussterben der Linie Werle nach dem Tod Wilhelms von Werle im Jahr 1436. Konkreter Anlass in dieser Zeit permanenter Grenzstreitigkeiten und Nachbarschaftskriege war eine Fehde im Jahre 1440 zwischen Herzogtum Pommern und Mecklenburg-Stargard, insbesondere mit Herzog Heinrich (dem Älteren), um das Erbe der Herrschaft Werle, um eventuelle Erbansprüche der Brandenburger auf Teile der Herrschaft Stargard sowie um die Stadt Anklam, in deren Verlauf sich Brandenburg unter Johann von Brandenburg-Kulmbach auf die Seite der Pommernherzöge schlug.
Der Friedensschluss sorgte für die dauerhafte Formierung des mecklenburgischen Staatsgebietes im Südosten, für den endgültigen Verlust von Teilen der Uckermark (Lychen etc.), die fortan endgültig bei Brandenburg blieben, und begründete das Recht der Brandenburger auf Eventualsukzession in Mecklenburg für den Fall des Aussterbens des mecklenburgischen Fürstenhauses im thronfolgefähigen Mannesstamm.